# Tombak
El tombak, també anomenat dombak o zarb, és un tambor en forma de calze, tradicionalment construït amb un tronc buidat de morera o noguer cobert de pell en un extrem, normalment de xai o de cabra. S'utilitza en la música tradicional de l'Iran. Zarb és una paraula àrab que significa cop o batec i els perses li donaven connotació de ritme o temps. És més conegut com a tombak a causa de les dues maneres de colpejar-lo, que corresponen a les síl·labes tom i bak.

## Construcció
El tambor es construeix a través d'un bloc de fusta de noguera o morera, tornejat i buidat. Les seves mides solen estar compreses entre el 40/45 cm d'alçada i els 20/28 cm de diàmetre.

## Com es toca
L'instrument es col·loca horitzontalment sobre el muscle del músic. La part de la membrana, on hi ha la pell, generalment va enganxada al cos.
Els efectes melòdics són possibles gràcies a l'aplicació de pressió als diferents punts de la membrana, els quals potencien certes notes. En mans d'un bon intèrpret, podem veure que té una gran varietat de potencialitats musicals molt expressives.
El tombak és un instrument afinable. En els tombaks moderns, es pot utilitzar un sistema que consta d'una mànega d'aire per a canviar la tensió de les pells amb una bomba estàndard d'aire, com pot ser la de les bicicletes. Aquesta forma d'afinació és ràpida i equilibrada, ja que l'aire passa de forma directa i uniforme a la pell. La calefacció o humectació de la pell ja no és necessària. Això implica que els canvis d'afinació per variació de la humitat o de la temperatura ja és una cosa del passat.

## Usos
S'utilitza en música d'entreteniment en algunes tradicions populars (per exemple, Lorestan) i en la música artística.
Als gimnasos iranians —als zurkhane, que significa "casa de la força"— s'utilitza un tombak d'uns 70 cm de diàmetre, per a proporcionar ritme als exercicis.

## Evolució del tombak
El tombak en passat no era un instrument solista. Durant el període Ghajar hi havia dos tipus de cantants: els avazhkan i els tasnifkhan. El treball de l'avazkhan era cantar les cançons no rítmiques del repertori radif persa i el treball del tasnifkhan era cantar les composicions rítmiques de la música persa. Tot i que va haver-hi vocalistes que van perfeccionar els dos tipus de cants, l'exemple més famós fou el del difunt Ostad Abdollah Davami. La majoria de tasnifkhans també tocaven el tombak. Durant aquesta època, el tombak era l'instrument que havien de tocar els cantants i no se’ls considerava un instrument independent.
En el passat, els intèrprets de tombak eren submisos als seus companys músics i del seu estat en la societat. Van haver d'aguantar humiliacions, insults i l'explotació. Els músics de tombak eren etiquetats com a acompanyants, considerats de segona classe entre els músics, fins i tot si tocaven alguna vegada en solitari. Aquest maltractament cap als intèrprets de tombak venia de la idea que el tombak era incapaç d'expressar emocions. El tombak era un instrument que tenia un paper únic en la música persa i que mai pot ser substituït per cap altre instrument.
El treball principal dels músics de tombak era tocar l'estructura rítmica bàsica que servia de base per la música vocal i instrumental. Aquests músics havien de mantenir un perfil baix en tot moment, fins i tot si el solista s'equivocava i els renyava en públic. Aquests havien de callar i no dir res per por a perdre la seva feina. A pesar de totes les condiciones negatives, els intèrprets de tombak mai van deixar de millorar.
Posteriorment, van succeir certs moviments polítics a l'Iran. Aquest moviment va produir unes conseqüències en l'estructura social de l'Iran, que va començar a canviar. Això també va afectar els músics i la música. Antigament la música era patrocinada i dirigida als reis i els aristòcrates, fins que van ser reemplaçats pels empresaris, la ràdio i, després, la televisió. Van passar d'actuar en salons petits per a grups d'aristòcrates, que en teoria eren cultes i estaven inculcats per apreciar la música, a actuar a sales més grans per una audiència més nombrosa i menys instruïda musicalment.
Els mestres de tombak més destacats, com pot ser Ostad Hosain Tehrani, a causa del seu amor pel tombak van mirar de fer alguns canvis per millorar la situació que estaven vivint els músics de tombak. Gradualment, el tombak i els músics de tombak anaven millorant la seva situació en el món de la música. Posteriorment altres mestres del tombak, com Ostad Nasser Farhagfar, es van fer notar i van progressar més en la tècnica del tombak. La claredat, la resistència, la velocitat i la potència que aquests músics demostraven van aconseguir que el tombak anés progressant i anessin guanyant popularitat. El tombak va anar guanyar més papers en la música instrumental.

## Instruments similars
Un instrument amb el qual podem trobar similituds és el darkkuhah a Turquia. La tècnica interpretativa és molt similar.
El tombak es pot comparar també amb el zirbaghali afganès que es fa servir en la música tradicional; està fet de ceràmica o fusta i té una forma més rodona. Les tècniques interpretatives  difereixen una mica.